# غاري غرين (موزع)
غاري غرين (بالإنجليزية: Gary Green)‏ هو موزع أمريكي، ولد في 20 نوفمبر 1962.

## وصلات خارجية
- غاري غرين على موقع ميوزك برينز (الإنجليزية)